# Bucaq
Bucaq è un comune dell'Azerbaigian situato nel distretto di Oğuz. Conta una popolazione di 1 350 abitanti.